# Лактовегетаріанство
Лактовегетаріанство — це вид вегетаріанства, при якому виключають майже всі продукти тваринного походження, крім молока, молочних продуктів та молочних жирів. Також виключаються деякі види сирів, бо в них додають сичужний фермент та ще желатин, який роблять з кісток тварин.

## Користь
У лактовегетаріанській дієті є вітамін В12, якого досить часто бракує веганам. Також у молоці є повноцінний білок (який добре засвоюється) та вітамін D. При правильному співвідношенню продуктів такий вид вегетаріанства можна дотримуватися дітям та вагітним жінкам.

## Різниця між веганством та лактовегетаріанством
Лактовегетаріанство відрізняється від веганства, тим що вегани не їдять молоко та молочні продукти, бо вони вважають, що неправильно відбирати молоко у корів, яким харчуються телята.